# Langendorf (Zwitserland)
Langendorf is een gemeente en plaats in het Zwitserse kanton Solothurn en maakt deel uit van het district Lebern.
Langendorf telt 3523 inwoners.